# Thrustmaster
Thrustmaster és una empresa dissenyadora, desenvolupadora i fabricant de joysticks, controladors de videojocs, i volants de direcció per a PCs i consoles de videojocs per igual. Té acords de llicència amb marques de tercers com Ferrari, Gran Turismo i les Forces Aèries dels Estats Units d'Amèrica a més de comptar amb la llicència d'alguns productes de Sony Playstation i Microsoft Xbox.

## Història

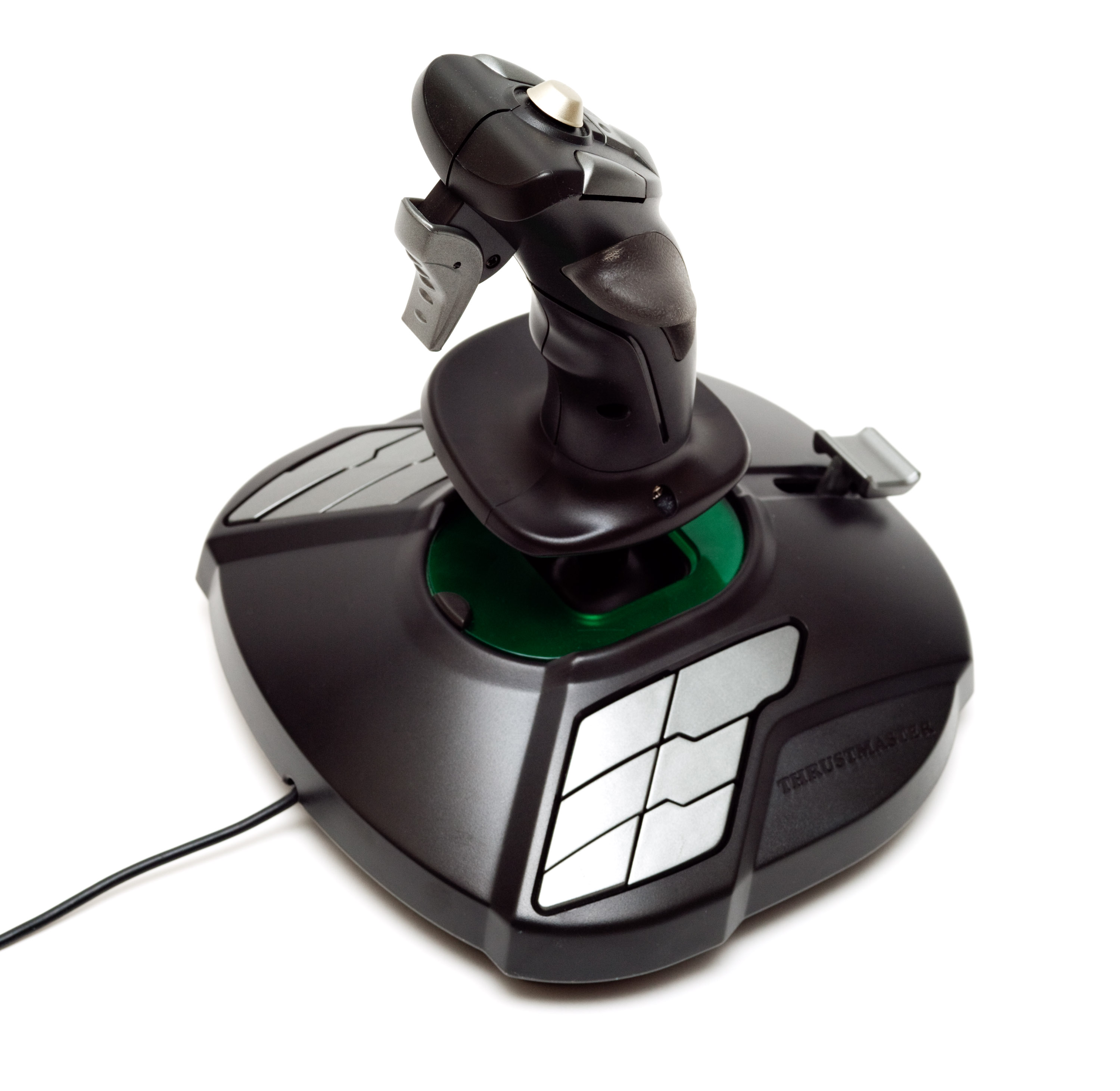
Un joystick Thrustmaster T.16000M (2009)

Norm Winningstad va ajudar a fundar Thrustmaster el 1990 a Hillsboro, Oregon (EUA). A principis de 1991, la companyia va començar a anunciar el Thrustmaster Weapons Control System en revistes d'informàtica. Van treballar principalment en el desenvolupament del controls de vol per a la simulació en ordinadors compatibles d'IBM. La companyia ha utilitzat el sistema HOTAS per a ús en simulació de vol per ordinador i ha modelat alguns controladors de vol reals d'aeronaus. La companyia va fer el seu nom fabricant els controladors HOTAS cars però de gran qualitat a mitjans dels anys noranta. El 1995, les seves vendes van créixer fins als 15 milions de dòlars i després van arribar als 25 milions el 1998.
El juliol de 1999, les operacions de perifèrics de jocs i la marca van ser adquirits per 15 milions de dòlars per la Guillemot Corporation Group de França (que també va comprar Hercules Computer Technology aquell mateix any i va fusionar les dues empreses en una anomenada Hercules Thrustmaster, amb seu a Carentoir, França, mantenint separades les dues marques).
La nova empresa Thrustmaster va ampliar gradualment la cartera de productes més enllà de la simulació de vol a altres perifèrics de simulació per a PC, les consoles PlayStation i Xbox:
- simulació de carreres com T-GT, TS-XW, YX-RW, T300, T150, T80, TH8A gearbox, TSSH Handbrake, BT LED display, i complements de rodes,
- controladors de videojocs com GPX, Score-A, T-Wireless, Dual Analog, eSwap, DualShock controller,
- auriculars de videojocs com Y-C300 CPX, T.Assault Six, T.Racing Scuderia Ferrari Edition i T.Flight U.S. Air Force Edition headset.

El 2019, la facturació de Thrustmaster va ser de 59 milions d'euros.

## HOTAS Cougar
Antigament un dels seus joysticks més cars va ser el HOTAS Cougar, una reproducció propera però no exacta tant de l'accelerador com del pal que s'utilitza a l'aeronau de combat F-16 real. El producte presenta una fabricació totalment metàl·lica i nombroses possibilitats de programació, però es veu obstaculitzat per potenciòmetres de baixa qualitat, que condueixen a una pròspera indústria de reemplaçament. Alguns dels dispositius han informat de problemes de qualitat, inclosos el joc a les molles centrals i la tendència de l'interruptor de fre de velocitat en trencar-se a causa d'un defecte de fabricació (s'ha solucionat en números de sèrie posteriors).
Moltes empreses independents han produït components de recanvi per al Cougar per solucionar aquests problemes. Aquests inclouen cardans redissenyats que se centren de manera més ferma i potenciòmetres sense contacte per substituir els originals gastats i fins i tot diverses modificacions amb control de força que fan que l'stick sigui sensible a la pressió sense moure’s (similar a un stick de F-16). A més de solucionar les queixes amb el producte original, aquestes peces de recanvi tenen el potencial d'allargar la vida útil del Cougar molt més enllà del moment en què Thrustmaster deixa de suportar-lo, però en general al doble, fins i tot al triple del preu de la compra original. Tanmateix, el mercat d'aquestes modificacions tendeix a ser limitat i molts clients mantenen els seus Cougar tal com provenien de la fàbrica.
El HOTAS Cougar va ser substituït pel HOTAS Warthog el 2010, que replica els controls de vol utilitzats a l'A-10 Thunderbolt II, utilitzant sensors d'efecte Hall per als eixos del joystick i de l'accelerador en lloc dels potenciòmetres.

## Associació amb Ferrari
L'any 1999, Thrustmaster va fabricar la seva primera rèplica del volant de simulador del Ferrari 360 Modena. A continuació, l'any 2002, un volant es va inspirar en el set vegades campió del món Michael Schumacher. Després de tres anys, Thrustmaster va sortir amb el volant de carreres Enzo.
El següent volant que va sortir va ser el maig de 2010 quan va sortir el concepte del volant de carreres Ferrari Wireless GT Cockpit 430 Scuderia Edition. El juliol d'aquell mateix any, el Cockpit és nomenat "Producte del mes" i coronat "Volant de carreres número 1" pel juliol/agost per la revista espanyola Playmania.
Llavors, a l'agost de 2011, es va llançar el volant 458 Italia, fent la primera vegada que Microsoft autoritzava un volant. Després d'això, al Gran Premi d'Itàlia de 2011 a Monza, Itàlia, van presentar nous productes sota la llicència de Ferrari. Els dos productes eren el Ferrari F1 Wheel Integral T500 i el Ferrari F1 Wheel Add-on. Més tard, l'any 2011, amb Ferrari va fer dos Thrustmaster Gamepads amb els colors del Ferrari 150th Italia. Eren el F1 Wireless Gamepad Ferrari 150th Italia Alonso Edition i el F1 Dual Analog Gamepad Ferrari 150th Italia Exclusive Edition.
El 2013 va veure el llançament de la TX Racing Wheel 458 Italia Edition amb motors sense escombretes i sensors magnètics.
El 2014 va veure el llançament del volant més assequible que mai ha tingut una llicència oficial de Microsoft per poc menys de 100 dòlars dels EUA, la Ferrari 458 Spider Racing Wheel. El 2015 va tenir el llançament del T150 Ferrari Wheel Force Feedback.
El 2018 va veure l'últim producte de Ferrari amb Thrustmaster per ara amb un paquet dels auriculars T.Racing Scuderia Ferrari Edition i el volant 599xx Evo.
El 2021, Thrustmaster va presentar una rèplica de carreres simulades del volant Ferrari SF1000.

## Thrustmaster Civil Aviation
El 2020, Thrustmaster va llançar la línia Thrustmaster Civil Aviation (TCA) amb la TCA Sidestick Airbus Edition, una rèplica 1:1 del sidestick en un Airbus A320, seguida de l'edició miniaturitzada TCA Quadrant Airbus, que replica l'accelerador, i finalment el TCA Throttle Quadrant Add-On Airbus Edition, que replicava els flaps, el fre de velocitat, el tren d'aterratge i els controls del fre d'estacionament, entre d'altres. La palanca lateral i el quadrant de l'accelerador es van vendre junts com a TCA Officer Pack Airbus Edition, i amb el complement venut com a TCA Captains Pack Airbus Edition el 2021.
L'any 2021, els productes d'Airbus van ser seguits pel TCA Yoke Pack Boeing Edition, que és una rèplica de la banya en un Boeing 787 i un quadrant de tres eixos, que pot ser configurat amb solapes, accelerador i spoilers, que finalment estaven disponibles per separat.

## Suport de programari
El nucli de Linux es va afegir el suport per a diversos models de volant el març de 2021.